# I'll Be There
«I'll Be There» (Allí estaré) es una canción escrita por Berry Gordy, Jr., Bob West, Hal Davis y Willie Hutch que acabó siendo número uno dos veces en Estados Unidos: la versión original de 1970, grabada por el quinteto The Jackson 5, y la versión en directo de 1992 de la cantante Mariah Carey y Trey Lorenz.
La versión de The Jackson 5 se grabó para la discográfica Motown y fue el primer sencillo de su álbum Third Album (1970). Producida por los escritores, "I'll Be There" fue el cuarto sencillo número uno consecutivo de The Jackson 5, tras "I Want You Back", "ABC" y "The Love You Save". "I'll Be There" también destaca por ser el sencillo con mayor éxito de Motown durante su "era clásica de Detroit" (1959-1972).
La versión de Mariah Carey y Trey Lorenz se grabó durante la actuación de Carey en el programa MTV Unplugged en 1992 y se publicó como el primer sencillo de su EP MTV Unplugged ese mismo año. Producida por Carey y Walter Afanasieff, I'll Be There se convirtió en el sexto sencillo número uno de la cantante en Estados Unidos y su mayor éxito en el resto del mundo en aquella época.

## Versión de The Jackson 5

### Sobre la canción
Después de tres sencillos de estilo "soul bubblegum" número uno ("I Want You Back", "ABC" y "The Love You Save") de The Jackson 5, el responsable de Motown, Berry Gordy, decidió arriesgarse y publicar una balada para el grupo. Para esta canción, se decidió por los escritores/productores Hal Davis, Willie Hutch y Bob West, sin querer contar con el resto de The Corporation™, responsables de los tres primeros éxitos. 
La canción resultante era una balada dulce, en la que el protagonista le pide a su expareja que le dé otra oportunidad. Le promete que, esta vez, siempre estará allí "para consolarle", y que, incluso si "llega a encontrar a otro", seguirá allí en caso de que su nuevo amor le trate mal. Los cantantes principales de The Jackson 5, Michael Jackson y su hermano mayor, Jermaine, cantan las voces principales de la canción. La frase de Michael "just look over your shoulders, honey" es una alusión a la canción Reach Out I'll Be There (1966), sencillo número uno de The Four Tops. Gordy le propuso que cantase "just look over your shoulder" exactamente igual que había cantado Levi Stubbs en Reach Out I'll Be There, pero finalmente se permitió la pequeña modificación que introdujo el cantante.

### Publicación y reacción
En su autobiografía, Moon Walk, Michael Jackson afirmó que "I'll Be There" fue la canción que afianzó la carrera de The Jackson 5 y demostró al público que el grupo tenía un gran potencial más allá del bubblegum pop. "I'll Be There" fue el sencillo con mayor éxito del grupo, vendiendo 4,2 millones de copias en Estados Unidos y 6,1 millones en el mundo. Sustituyó a la canción de Marvin Gaye, I Heard It Through the Grapevine (1968), como la canción con mayor éxito de la discográfica Motown en Estados Unidos, récord que mantuvo hasta la publicación de "Endless Love" (1981), con Lionel Richie y Diana Ross. Fuera de Estados Unidos, "I Heard It Through the Grapevine" siguió siendo la canción más vendida de Motown, con más de siete millones de copias.
La canción se mantuvo en la posición número uno en la lista Billboard Hot 100 durante cinco semanas, desde el 17 de octubre al 14 de noviembre de 1970, sustituyendo a "Cracklin' Rosie", de Neil Diamond, y siendo reemplazada por "I Think I Love You", de The Partridge Family. "I'll Be There" también fue número uno en la lista Billboard Black Singles chart durante seis semanas, y número cuatro en Reino Unido. La cara B del sencillo fue la canción "One More Chance".
"I'll Be There" fue el último sencillo número uno de The Jackson 5. Durante los veinte años restantes como grupo, los sencillos de The Jackson 5 no alcanzarían más que el número dos. Michael Jackson consiguió varios números uno como solista, comenzando con la canción Ben en 1972, y ha interpretado "I'll Be There" en todas sus giras internacionales. En las versiones en directo, casi siempre había un momento durante la canción en que a Jackson se le escapaba alguna lágrima, ya fuera por la letra o por los recuerdos de su carrera inicial, seguido todo de un salto y un giro para acabar la canción.
"I'll Be There" sigue siendo uno de los éxitos más famosos de The Jackson 5. Ha sido versionada por diferentes artistas, incluidos Josie and the Pussycats y Mariah Carey (ver más abajo), cuya versión devolvió la canción al recuerdo del público dos décadas después de su publicación original. La canción también fue versionada por el grupo punk Me First and the Gimme Gimmes en su álbum "Take a Break".
"I'll Be There" fue una de las canciones utilizadas en la serie de televisión estadounidense Grease: You're the One that I Want!.

## Versión de Mariah Carey

### Sobre la canción
Mariah Carey había incluido "I'll Be There" en el último momento en la lista de canciones que interpretó en MTV Unplugged, después de conocer que la mayoría de las actuaciones del programa solía incluir al menos una versión de alguna canción. "I'll Be There" fue la sexta canción del especial de MTV Unplugged, grabado el 16 de marzo de 1992. Carey cantó la parte de Michael Jackson y el cantante Trey Lorenz interpretó la de Jermaine Jackson. El álbum MTV Unplugged fue producido por Carey y Walter Afanasieff, que tocó el piano durante la actuación.
El especial MTV Unplugged se emitió el 20 de mayo de 1992 y fue un éxito notable. La discográfica de Carey, Columbia Records, recibió numerosas peticiones para que publicase "I'll Be There" como sencillo, ya que no lo habían planeado. Se creó una edición para la radio, en la que se eliminaron las partes habladas de la actuación, y se publicó el sencillo. En Estados Unidos, se publicó la canción con "So Blessed" como cara B; en Reino Unido, el sencillo de "I'll Be There" incluía la versión en directo de "Vision of Love" (1990) del programa y las versiones del álbum de "If It's Over" y "All in Your Mind".
"I'll Be There" fue nominada en los premios Grammy de 1993 a la Mejor Interpretación R&B de un Dueto o Grupo, perdiendo ante Boyz II Men, con su canción "End of the Road". El vídeo de I'll Be There fue dirigido por Larry Jordan, y recogía imágenes de la actuación de Mariah Carey en MTV Unplugged.

### Recepción
Tras los malos resultados de "Make It Happen" respecto a sus sencillos anteriores, "I'll Be There" supuso la vuelta de Mariah Carey: se convirtió en su sexto número uno en la lista estadounidense Billboard Hot 100, despejando las dudas que existían en su discográfica sobre su carrera. I'll Be There se mantuvo en la primera posición del Hot 100 durante dos semanas, desde el 13 de junio al 27 de junio de 1992; fue la segunda vez que la canción alcanzó el número uno. Sustituyó a la canción Jump, de Kris Kross, fue reemplazada por "Baby Got Back", de Sir Mix-a-Lot. Se convirtió también en un éxito en la lista estadounidense Adult Contemporary.
"I'll Be There" fue igualmente un éxito en el resto del mundo, convirtiéndose en su mejor sencillo en numerosos mercados. Fue número uno en Canadá durante dos semanas y se convirtió en su primer sencillo número 1 en Países Bajos. 
Se convirtió en su mayor éxito en Reino Unido (donde alcanzó el n.º 2) y en Australia (donde llegó al número 9). Además, entró entre las primeras veinte posiciones en la mayoría de los mercados de la Europa continental, donde el éxito de Carey había sido limitado hasta entonces.

## Créditos
Versión de The Jackson 5
- Voces principales: Michael Jackson y Jermaine Jackson.
- Voces secundarias: Michael Jackson, Jermaine Jackson, Tito Jackson, Jackie Jackson y Marlon Jackson.
- Producida por Berry Gordy, Jr., Bob West, Hal Davis y Willie Hutch.

Versión de Mariah Carey.
- Voces: Mariah Carey y Trey Lorenz.
- Producida por Mariah Carey y Walter Afanasieff.

## Listas

### Versión de The Jackson 5
| Lista (1970)                             | Posición |
| ---------------------------------------- | -------- |
| EE. UU., Billboard Pop Singles           | 1        |
| EE. UU., Billboard Hot R&B/Hip-Hop Songs | 1        |
| EE. UU., Billboard Easy Listening        | 24       |
| Reino Unido, UK Singles Chart            | 4        |

### Versión de Mariah Carey
| Lista (1992)                             | Posición      |
| ---------------------------------------- | ------------- |
| EE. UU., Billboard Hot 100               | 1 (2 semanas) |
| EE. UU., Billboard Hot R&B/Hip-Hop Songs | 11            |
| EE. UU., Billboard Adult Contemporary    | 1             |
| U.S. ARC Weekly Top 40                   | 1             |
| Australia, ARIA                          | 9             |
| Canadá                                   | 1             |
| Holanda                                  | 1             |
| Francia                                  | 16            |
| Alemania                                 | 34            |
| Noruega                                  | 10            |
| Suiza                                    | 20            |
| Reino Unido, UK Singles Chart            | 2             |